# Terência
Terência ( /təˈrɛnʃiə,_ʔʃə/ ; 98 a.C. - 6 d.C.) foi a esposa do conhecido orador Marco Túlio Cicero . Ela foi fundamental na vida política de Cícero, tanto como benfeitora quanto como fervorosa ativista de sua causa.

## Histórico familiar
Terência, nasceu em uma rica família plebéia os Terencius . Ela pode ter sido filha dos Terêncius Varrones, que eram o ramo senatorial mais importante daquela família. Isto é sugerido pelo fato de que Cícero tinha um primo com o cognome Varro e um amigo chamado Marco Terêncio Varro . Este Varro possuía uma casa perto de Arpino, não longe do local de nascimento de Cícero. Portanto, se Terência era de fato filha de um Varro, os laços de Cícero com essa família podem ter influenciado seu casamento com Terência.
Terência tinha uma meia-irmã chamada Fabia, que era uma Virgem Vestal, ela era a filha de um patrício chamado Fabio .Se a mãe de Terência se casou com a Terêncio primeiro, Terência era a irmã mais velha e provavelmente a única herdeira da herança de seu pai. Após a morte de seu pai, Terência tornou-se incrivelmente rica.
Ela possuía um enorme dote , que incluía pelo menos dois blocos de apartamentos residenciais em Roma, um bosque nos subúrbios de Roma e uma grande fazenda. Os apartamentos e a fazenda geraram uma renda anual considerável. Há evidências de que Terência tinha muita terra em seu próprio nome. Além das terras públicas que possuía, Terência adquiriu uma grande propriedade florestal entre muitos outros investimentos. Ela também possuía uma aldeia que pretendia vender na crise gerada pelo exílio de Cícero.
Seu dote total foi de 400.000 sestércios, que era o valor exato e necessário para um homem concorrer a senador. Como Cícero ainda estava sob a autoridade de seu pai, o pater familias , ele ainda não havia herdado nada. Portanto, o dote de Terência provavelmente foi usado para financiar sua carreira política.

## Casamento, vida familiar e filhos
Terência tinha cerca de 18 anos quando se casou com Cícero em 80 ou 79 a.C.. Além das conexões entre Cícero e os Terêncios, Terência provavelmente se casou com ele porque Cícero era um homem novo promissor (novo homem) com uma carreira política promissora. Ela se casou com Cícero em um casamento sine manu, trazendo consigo o seu dote e sua propriedade privada. Enquanto o dote passava para o controle do pater famílias de Cícero e depois para o próprio Cícero, a própria Terência conduzia os negócios de sua propriedade privada com a ajuda de seu tutor Filotimo.
Terência também foi responsável pela condução dos assuntos da família. Além de designar escravos para completar tarefas como tecer e cozinhar, Terência levava a sério as oferendas aos deuses e demonstrava devoção adequada. Cícero se refere ao seu culto regular em várias correspondências; em uma carta ele descreve sua piedade como um ato de devoção pura. Em outra carta, Cícero brinca que Terência deveria sacrificar ao deus que o deixava doente o suficiente para curar sua saudade. A brincadeira de Cícero indica que ele deixou muitas dessas responsabilidades domésticas nas mãos de sua esposa. Ela também estava envolvida no apoio a importantes relações com amigos e familiares de Cícero. Em 68, Cícero e Terência convidaram o irmão de Cícero, Quinto Túlio Cícero, e sua nova esposa Pomponia (irmã do amigo de Cícero, Aticus) para melhorar e solidificar o casamento. Em uma carta da época, Cícero escreve que Terência é tão dedicada a Aticus e sua família quanto ele mesmo é .
Túlia , filha de Terência e Cícero, nasceu em 78 a.C.. Como nessa época eles já estavam casados há dois anos sem filhos, é provável que o casal não fosse muito fértil. Seu filho Marco Tulio Cicero Menor não nasceu até 65 a.C.. A falta de fertilidade também é sugerida pelo fato de que a própria Tulla teve problemas para conceber as crianças.
Em 51, quando Cícero partiu para seu proconsulado na Cilícia, Túlia era solteira e precisava de um terceiro marido. Uma vez que Cícero não poderia fazer um arranjo para ela, exceto através de cartas, Terência foi fundamental para encontrar um marido adequado para Túlia. O próprio Cícero escreve que permitia que as duas tomassem a decisão sem sua ser necessário a sua aprovação posterior. Portanto, Cícero deve ter dado seu consentimento para o casamento antecipadamente, pois um cidadão romano não poderia se casar sem a aprovação dos pater famílias. Terência também foi responsável por pagar a Públio Cornélio Dolabel a segunda parcela do dote de Túlia em 48 a.C., quando Cícero estava com problemas financeiros.
Como Cícero era pompeano e Dolabela, um cesariano, qualquer notícia decisiva da guerra civil significava que a situação estava piorando para um deles. Terência e Túlia tiveram uma forte ligação que as ajudou a passar o período tumultuado da guerra civil.

## O exílio de Cícero e a crise familiar
Em 58 a.C., Cícero foi exilado de Roma por executar ilegalmente cidadãos romanos na conspiração Catilina. Públio Clódio Pulcro promulgou um projeto com o objetivo de se vingar de Cícero por ele ter anulado o álibi de Clódio no caso da Bona Dea, no qual Clódio foi humilhado por ter entrado escondido para ver sua amante, em um festival para Boana Dea, que era permitido apenas a entrada de mulheres. Plutarco , em suas Vidas Paralelas , nos diz que Cícero foi forçado por Terência a testemunhar contra Clódio , para provar que ele não estava tendo um caso com Clódia (irmã de Clódio). No entanto, esta história é provavelmente criada pelo próprio Plutarco ou por um caluniador de Cícero. As intenções de Plutarco eram mostrar Terência como uma esposa opressiva e, assim, mostrar Cícero como um homem fraco sob o controle de sua esposa.
Após seu exílio, Cícero deixou sua propriedade no caos. Terência ficou então encarregada dos assuntos referentes às casas, mansões, rendas e escravos de Cícero. A responsabilidade da educação de Cícero Menor, o bem-estar da família e a segurança de Túlia também caíram sob Terência . Ela continuou a agir como esposa de Cícero, apesar de seu exílio legalmente ter acabado com o casamento.
Tanto Túlia quanto Terência protestaram publicamente contra o exílio. Elas deixavam o cabelo despenteado e vestiam roupas pretas de luto. Desta forma, visitaram as casas de seus amigos em Roma, a fim de ganhar simpatia e apoio para o retorno de Cícero. Depois que a casa de Cícero no monte Palatino foi incendiada pela multidão incitada por Clódio, Terência se refugiou na casa das virgens vestais. Embora ela também possa ter ficado na casa de Pisão o marido de Túlia, mas é mais provável que Terência tenha passado o exílio de Cícero vivendo com Fabia e as vestais.
Durante esse tempo, o próprio Cícero estava deprimido. Ele escreve que ele é um desgraçado e que ele não deveria mais viver, frequentemente pergunta o que deve fazer e se desespera por não poder pedir a Terência que venha até ele, pois ela estava muito ocupada. De fato, Terência estava muito ocupada com seus esforços para conseguir o retorno de Cícero a Roma.
Em uma carta anterior, Cícero elogia a coragem e força implacável Terência. Ele diz que ouviu de muitos de seus amigos, o quão ativa Terência era. Isso indica que Terência conseguiu reunir amplo apoio em nome do Cícero. Cícero admite que a esperança de seu retorno depende de Terência e por isso ele se preocupa com sua saúde e capacidade de assumir seus muitos trabalhos.
Contudo, Terência não revelou os piores detalhes a Cícero, provavelmente para não encorajar sua depressão. Ele descobriu de P. Valério que Terência foi arrastada do Templo de Vesta . Terência também pode ter sofrido abuso físico neste incidente, como indicam as cartas posteriores de Cícero.
Assim, embora outros como Ático, Túlia, Pisão e Quinto também estivessem fazendo propaganda pelo retorno de Cícero, Terência foi um dos ativistas mais fervorosos da crise. Cícero pôde retornar a Roma em 57 a.C..

## Guerra civil e divórcio
No início da guerra civil entre Júlio César e Pompeu, em 49 a.C., Terência e Túlia permaneceram na casa Palatina (que já havia sido reconstruída). Túlia estava grávida na época e ficou com a mãe porque seu terceiro marido, Dolabela, foi se juntar a César. Cabia a Terência e Túlia decidir se permaneceriam ou não em Roma durante a guerra, embora Cícero se preocupasse com a segurança das duas.
No restante de 49 e em grande parte de 48 a.C., Terência ficou novamente responsável por administrar as finanças da família. No entanto, agora Cícero estava descontente com a maneira como ela estava lidando com as coisas e ele criticava especialmente o trabalho de Filotimo. Em Vida de Cícero , Plutarco nos diz que Terência era culpada pela falta de recursos que Cícero precisava para pagar por sua jornada. Embora Plutarco fosse hostil ao registro de Terência , sua conta apoia uma carta de Cícero na qual ele pode estar culpando Terência, ou alguém que "ele confiou demais".
Seu tempo à parte e a atmosfera tensa da guerra civil fizeram com que as cartas de Terência e Cícero se tornassem cada vez mais sem emoções e reservadas. Enquanto Cícero estava hospedado em Brundísio , ele frequentemente encontrava tempo para escrever para Terência . No entanto, suas cartas eram concisas e ineloquentes, o que era diferente da maioria das cartas entre os dois. A dupla tinha mais discordância sobre a vontade de Terência em 47 a.C.. especificamente sobre o que deveria ser deixado para seus filhos. Ao mesmo tempo, o casamento de Túlia com Dolabela estava indo mal à medida que sua infidelidade e negligência se tornavam mais proeminentes. Cícero evita culpar Terência, mas é claro que ele desejava que a decisão tivesse sido tomada de forma diferente. Apesar da falta de sentimentos afetuosos e do crescente ressentimento e suspeita de Terência , Cícero continuou a confiar nela para a administração de sua casa.
A tensão em seu casamento levou ao divórcio em 47 ou 46 a.C.. Terência tinha cerca de 52 anos na época. De acordo com Jerônimo , Terência depois se casou duas vezes, seu segundo marido sendo o historiador Salústio e seu terceiro, o escritor e general Marco Valério Messala Corvino . Mas Jeronimo viveu muito mais tarde, no quarto século d.C, e suas afirmações não são confirmadas por nenhum outro escritor antigo. Estudiosos proeminentes da prosopografia romana, como Ronald Syme, refutam a possibilidade desses dois casamentos (por exemplo, as esposas reais da Messala Corvino são conhecidas). Ela sobreviveu a seu ex-marido por muitos anos, morrendo com a idade de 103 anos em 6 d.C.